# Poker Face (Lady Gaga-dal)
A Poker Face Lady Gaga amerikai énekesnő dala a The Fame (2008) című debütáló stúdióalbumáról, amely 2008. szeptember 23-án jelent meg az album második kislemezeként. Szintipop stílusú, és akárcsak az ezt megelőzően megjelenő Just Dance, ez is egy gyors tempójú dance szám, de sötétebb zenei hangzással. A dal szövege a szexről, a biszexualitásról, és a szerencsejátékokról szól.
A Poker Face rendkívül pozitív értékeléseket kapott a kritikusoktól, akiknek leginkább a robotikus hangzás és a refrén nyerte el tetszését. A dal az egész világon hatalmas sikereket ért el, több mint húsz országban vezette a slágerlistákat, többek között az Egyesült Államokban, az Egyesült Királyságban, Ausztráliában, Új-Zélandon, Kanadában és számos európai országban. A több mint 14 millió példányban eladott Poker Face minden idők egyik legkelendőbb kislemeze, és csak abban az évben több mint 9,8 milliós eladással a 2009-es év legkelendőbb kislemeze lett világszerte. A dalhoz készült videóklipben Gaga különböző öltözetben szerepel, és vetkőzős pókert játszik egy villában. 2015-ben az Amerikai Hanglemezgyártók Szövetsége (RIAA) gyémánt minősítéssel illette.
Gaga a dalt élőben előadta az American Idol című televíziós műsor nyolcadik évadában, emellett elénekelte számos más televíziós műsorban, valamint az 52. éves Grammy-díjátadón, az összes koncertturnéján és a Super Bowl LI félidei show-jában is fellépett vele. A Poker Face Az év dala és Az év felvétele kategóriákban is jelölést kapott az 52. Grammy díjátadó gálán, és A legjobb dance felvétel kategóriában nyerni is tudott.

## Háttér
A Poker Face-t Gaga és RedOne írta, míg a produceri feladatokat szintén RedOne látta el. Gaga egy interjúban azt mondta, a Poker Face-szel exfiúi előtt tiszteleg. Azt is elmondta, hogy a dal a szex és a szerencsejátékok témájával foglalkozik. A Rolling Stone-nak adott interjúban, amikor arról kérdezték, mit jelent a „bluffin’ with my muffin” kifejezés a dalszövegben, Gaga elmondta, hogy a „muffin” szóval a vaginájára utalt. „Ezt a sort egy másik, ki nem adott dalom, a Blueberry Kisses szövegéből vettem. Egy lányról szólt aki a barátjának énekli, hogy mennyire szeretné, ha orálisan kényeztetné ott lent.” A brit Daily Star lapnak még többet beszélt a számról: „Egy csomó mindenről szól. Szoktam szerencsejátékozni, de jártam is egy csomó sráccal, akiknek a mindene a szex, a pia, és a kártyajátékok.”
2009. április 11-én, The Fame Ball turnéjának Palm Springs-i (Kalifornia) állomásán Gaga elmagyarázta a közönségnek mire utal a dal címe, a Poker Face („Pókerarc”). Azt mondta, a számban arról énekel, milyen élményei voltak biszexualitásának köszönhetően. Egy olyan nő jelenik meg benne, aki miközben lefekszik egy férfival, nőkről fantáziál, és a férfinak át kellene látnia a „pókerarcán”, hogy tudja mi jár valójában a fejében.

## Kompozíció
- Boney M. - Ma BakerA Poker Face refrénjében hallható „Mum-mum-mum-mah” motívum a Boney M. Ma Baker című slágeréből kerülhetett kölcsönzésre.

Nem tudod lejátszani a fájlt?
A Poker Face egy gyorstempójú szintipop és dance-pop dal, amely több tekintetben is hasonló Gaga Just Dance című első kislemezéhez. Míg a Just Dance-ben az elektropop stílus jegyei vannak túlsúlyban, a Poker Face sötétebb zenei árnyalattal rendelkezik. Vegyíti a Just Dance szintijeit és a következő kislemez, a LoveGame sokkal dance-központúbb ütemeit.
A dal ütemmutatója 4/4, percenkénti leütésszáma pedig 120. Gaga hangterjedelme F#3-tól B4-ig terjed. A szám közepes tempóval kezdődik, ezt követően az elektronikus akkordok kapnak helyet a dalban, majd pedig a „Mum-mum-mum-mah” szöveg. A dal a versszakokban G♯m–G♯m–E–F♯, míg a refrénben G♯m–E–H–F♯ akkordmenetet követi. A dance-es hangzást az erőteljes ütemek és a refrén dadogósan előadott szövegrészei alakítják.
A Poker Face dalszövege számos szexuális utalást tartalmaz. A Daily Star magazin szerint a dal refrénje két egységből épül fel. A „Can’t read my Poker Face” elhangázást követően a háttérénekesek előbb a „He’s got me like nobody”, majd a „She’s got me like nobody” szöveget éneklik. Gaga ezzel kapcsolatban egy interjúban elmondta, hogy a szövegben hallható látszólagos összevisszaság a szerelem és a szex kaotikus világát érzékelteti. Az albumfüzetben található dalszövegek szerint azonban mindkét sor csak azt ismétli, hogy „She’s got me like nobody”. A BBC szerint a „Mum-mum-mum-mah” szöveg a Boney M. Ma Baker című 1977-es slágeréből lett kölcsönözve.

## A kritikusok értékelései

Gaga a Poker Face előadása közben a The Monster Ball turnén 2010-ben

A Poker Face rendkívül pozitív értékeléseket kapott a kritikusoktól. Priya Elan a The Times-tól a The Fame albumról írt kritikájában, az album egyik legjobb pillanataként írt a Poker Face-ről, és kiemelte, mennyire tetszett neki, hogy Gaga a szerelmet kártyajátékhoz hasonlította. A BBC Music úgy értékelte a kislemezt, hogy Gaga „kifejezi elsöprő vágyát a hírnév és a vagyon után”. Bill Lamb az About.com-tól azt mondta: „A Poker Face jól működik a pop rádióban, de kis keverési változtatásokkal ugyanúgy alkalmas lenne egy sötét, izzasztó, késő esti parti hangulatban is. Az év egyik leglassabb időszakában frissítette fel a popvilágot az Egyesült Államokban és az Egyesült Királyságban. A Poker Face tovább pörgeti a motorokat, miközben mindenki Lady Gagától várja a következő lépést.” Chris Williams a Billboardtól szintén pozitívan értékelte a dalt és ezt mondta: „80-as évek által inspirált szintetizátor-használat, robothangzású részek, [...], ez még az előző kislemeznél [a Just Dance-nél] is ellenállhatatlanabb. Művészi látóképességével, fesztelen interjúival, és mindenek felett, különféle pop zenei darabok fantasztikus kollekciójával Gaga jól keveri a lapokat – a Poker [Face] pedig Gaga egy újabb ásza.”
Sal Cinquemani, a Slant Magazine kritikusa azt írta, a Poker Face a Starstruck, Paper Gangsta, és Summerboy számok mellett a The Fame album „működőképes” dalai közé tartozik. Matthew Chisling az AllMusic-tól „ragályosnak” nevezte a dalt, és a címadó The Fame-mel együtt azt írta róla, „újabb vibrálást ad az albumnak annak második felében”. Andy Downing a Chicago Tribune-tól „bohókás” dalnak nevezte, miközben Gaga Fame Ball turnéjáról írt kritikát. Evan Sawdey a PopMatters.com-tól úgy érezte, hogy a Poker Face a Paparazzi című számmal együtt nagyrészt ugyanazt a „csillogó terepet másolja, amit az előző kislemez, a Just Dance is lefedett, de egyszer sem érezni, hogy Gaga szándékosan ismétli önmagát”. A Rolling Stone magazin egyik írója a The Fame Ball turnéról írt beszámolójában a dal „blues-osan” előadott élő verzióját Amy Winehouse zenéjéhez hasonlította. Erika Hobert a New Times Broward-Palm Beach újságtól a dal Europop hatását emelte ki. A Poker Face-t Grammy-díjra jelölték Az év dala, Az év felvétele, és A legjobb dance felvétel kategóriákban, melyek közül ez utóbbi kategóriában sikerült nyernie.
A Rolling Stone a 2000-es évtized 100 legjobb dalát tartalmazó listáján a kilencvenhatodik helyre sorolta. 2011 októberében az NME a 103. helyre tette „Az elmúlt 15 év 150 legjobb száma” listáján. 2019-ben a Billboard a második helyre sorolta a dalt a 15 legjobb Lady Gaga-dal listáján, 2020-ban pedig a The Guardian a hetedik helyre sorolta a dalt a 30 legjobb Lady Gaga-dal listáján.

## Kereskedelmi teljesítmény
Az Egyesült Államokban a dal a 2009. január 3-i héten a Billboard Hot 100-as listáján a 92. helyen debütált, majd március 7-én már a hatodik helyig jutott. A következő héten a dal további három pozíciót emelkedett, és a harmadik helyig jutott, ahol további két hétig maradt. A Billboard 2009. április 11-i számában a dal elérte a Hot 100 csúcsát. A Poker Face lett Gaga második egymást követő első helyezett dala a Billboard Hot 100-as listáján, ami az első alkalom, hogy egy debütáló előadó első két listás kislemeze első helyezést ért el a listán Christina Aguilera 1999-es és 2000-es Genie in a Bottle és What a Girl Wants című dala óta. A dal egy hetet töltött a lista élén, kilenc hetet a második helyen, 18 hetet a Top 10-ben, és összesen 40 hétig maradt a Hot 100-on. A Poker Face a Hot Dance Airplay és a Hot Dance Club Play listán is elérte a csúcsot. Madonna 2006-os Sorry című kislemeze óta ez lett az első olyan kislemez, amely egyetlen héten belül mindhárom dance slágerlistát vezette, beleértve a Hot Dance Singles Sales chartot is. A dalt az Amerikai Hanglemezgyártók Szövetsége (RIAA) gyémánt minősítéssel látta el, és a Nielsen SoundScan szerint 2018 februárjáig 7,5 millió digitális példányban kelt el az Egyesült Államokban. Gaga az első előadó a digitális történelemben, aki két dallal is átlépte a hat- és hétmilliós határt a fizetett letöltések terén, az első dala a Just Dance volt. A Poker Face Gaga legkelendőbb digitális száma az Egyesült Államokban.

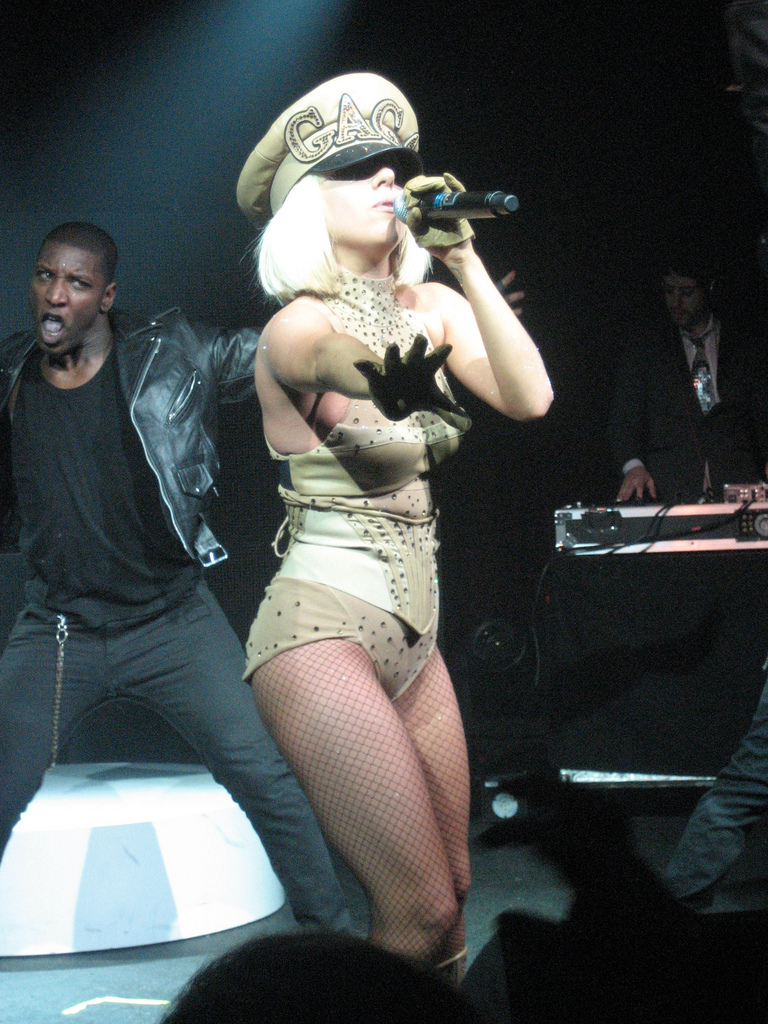
Gaga a Poker Face-t adja elő a The Fame Ball Touron 2009-ben

Kanadában a dal a 41. helyen debütált a kanadai Hot 100-as listán. A 2008. december 13-i listán a Poker Face az első helyre emelkedett, majd kilenc nem egymást követő hetet töltött az élen. A dal nyolcszoros platina minősítést kapott a Canadian Recording Industry Association (CRIA) által 320 000 fizetett digitális letöltésért. A Poker Face a 26. helyen került az ausztrál slágerlistára, és a hetedik héten már az első helyen állt. A Poker Face több mint 1 050 000 példányban kelt el Ausztráliában, és az Ausztrál Hanglemezipari Szövetség (ARIA) tizenhatszoros platina minősítést adott neki. Rekordot döntött az ARIA Chart történetében, miután összesen 106 hétig szerepelt a slágerlistán. Ezt később, 2015 májusában Vance Joy Riptide című dala döntötte meg. Új-Zélandon a dal a 21. helyen debütált a hivatalos listán. A hatodik héten elérte a csúcsot, és 10 egymást követő hetet töltött az első helyen. A Poker Face dupla platina minősítést kapott, miután 27 hétig szerepelt a listán, és több mint 30 000 példányban kelt el az Új-Zélandi Lemezipari Szövetség (RIANZ) szerint.
Az Egyesült Királyságban a Poker Face a 30. helyen debütált a brit kislemezlistán. Három hét múlva az első helyre emelkedett, és Gaga második egymást követő brit listavezető kislemezét szerezte meg. Ez volt a legnagyobb példányszámban eladott digitális kislemez az Egyesült Királyságban, mielőtt 2010 júniusában a The Black Eyed Peas I Gotta Feeling című száma megelőzte. A dal azonban 2009-ben az ország legnagyobb példányszámban eladott kislemeze lett, és elnyerte Az év felvétele díjat. 2017 szeptemberéig a dalnak 1,18 millió eladott példánya volt, és 8,27 milliószor streamelték. 2022 márciusában a dal tripla platina minősítést kapott a Brit Hanglemezgyártók Szövetségétől (BPI), miután 2022 júliusáig 1,8 millió példányt adtak el belőle az Egyesült Királyságban, 83 millió streameléssel.
Olaszországban a dal a 19. helyen debütált, és a második helyen érte el a legjobb helyezését. A dal számos európai országban is csúcsra ért, többek között Ausztriában, Belgiumban (Flandria és Vallónia), Dániában, Finnországban, Franciaországban, Németországban, Írországban, Hollandiában, Norvégiában, Lengyelországban, Svédországban és Svájcban. Németországban a Poker Face lett minden idők legsikeresebb digitális kislemeze, és az első, amely több mint 500 000 letöltést ért el. A dal 16 nem egymást követő héten át vezette a Billboard European Hot 100 Singles listáját. 2009 novemberére a dalból az IFPI adatai szerint több mint 9,8 millió példányt adtak el világszerte, és ezzel a világ legkelendőbb kislemeze lett abban az évben. Azóta 2013-ig több mint 13,4 millió példányban kelt el, és ezzel minden idők egyik legkelendőbb kislemeze lett.

## Videóklip

Jelenet a videóklipből – Gaga hosszú, platinaszőke parókában énekel

A Poker Face videóklipjét Ray Kay rendezte, Anthony Mandler pedig társrendezőként vett részt az elkészítésében. A forgatás az online fogadásokkal és szerencsejátékkal foglalkozó cég, a bwin egyik luxusvillájában zajlott. A bwin pókerkártyát, és zsetonokat is biztosított a kliphez, és cserébe a videóban elhelyezésre került a cég egy reklámja. A klip premierje 2008. október 22-én volt.
Egy medence és egy villa a helyszíne a klip jeleneteinek. A videó elején Gaga felemelkedik a víz alól a medencében, miközben tükördarabokból álló maszkot, illetve fekete, testhez simuló ruhát visel, melynek vállrészénél fekete kvarckristályszerűségek vannak. A parton két dán dog kutya veszi körül. Miután Gaga eldobja a maszkot, egy másik helyszínen láthatjuk, ahol platinaszőke parókája van, bal arcfelére pedig egy fémszerű dísz van ragasztva. Ekkor kezdi el énekelni a dal szövegét. A videó során Gagát a villában is láthatjuk, illetve ahogy a medenceparton énekel és táncol több ember társaságában, türkizkék egyrészes ruhát viselve. A villában Gaga egy buliban vesz részt, ahol minden férfi és nő kipróbálja a szerencséjét vetkőzős pókerben. A buli egyre inkább bevadul, ahogy a résztvevők vetkőzni kezdenek, táncolnak, és csókolóznak egymással. A videóban több fehér próbababa is szerepel az úszómedence körül.  Az „I won’t tell you that I love you” szövegrész előtt Gagát videószemüvegében láthatjuk, melyen a „Pop Music Will Never Be Low Brow” felirat jelenik meg. A videó a platinaszőke Gaga képével zárul, ahogy a „Mum-mum-mum-ma” szöveget énekli.
Gaga a Transmission Gagavision című sorozatának tizenkilencedik epizódjában magyarázta el a Poker Face című dalhoz készült klip fő ötletét: „Valami igazán szexit akartam csinálni, szóval úgy gondoltam, ne legyen nadrágom, mert az szexi, [...] és futurisztikus hatást is akartam, szóval úgy gondoltam, legyenek vállvédőim, mert azokat imádom.” A klip premierje 2009. február 17-én volt a brit MTV-n. Néhány zenecsatorna a klip sugárzásakor kisípolta a „Russian Roulette” (orosz rulett), „gun” (pisztoly), és „muffin” (szlengszó a női nemi szervre) szavakat. 2009. június 21-én a kanadai MuchMusic Video Awardson a klip elnyerte A legjobb külföldi videó díját. A klip négy jelölést kapott a 2009-es MTV Video Music Awards-on, Az év videója, A legjobb új előadó, A legjobb női videó és A legjobb popvideó kategóriákban. A Paparazzi öt másik jelölésével együtt Gaga Beyoncéval holtversenyben a legtöbb jelölést kapta abban az évben.
2010 júniusában Gaga aukciót rendezett a klipben viselt egyik nyakláncára, amelyet Brian Lichtenberg tervezett. Az árverés teljes bevételét az amerikai Lupus Foundation of America javára ajánlották fel.

## Élő előadások

A The Fame Ball turnéján Gaga buborékokból álló ruhában adta elő zongorán a dalt

Gaga számos helyen előadta a Poker Face-t, például az AOL Sessions-ön, az Interscope Records lemezcég Cherrytree House nevű épületében, és az MTV-nél is. A dalt Gaga az eredeti verzióban és az akusztikus zongorás változatban is előadta a The Fame Ball Tour elnevezésű turnéján. A zongorán előadott verziónál műanyagbuborékokból álló ruhát viselt, és egy villogó próbababa volt vele a színpadon. A szintén buborékokra emlékeztető golyókkal telerakott üvegzongora Gaga elmondása szerint külön ehhez az előadáshoz készült. A szám eredeti verziója a koncertek záródala volt, és a Boys, Boys, Boys-t követően énekelte el. Az előadást így kezdte: „Néhányan azt mondják, Lady Gaga egy hazugság, és igazuk van: én egy hazugság vagyok, és minden nap azért küzdök, hogy ez igaz legyen”. Az előadás közben egyrészes, strasszokkal díszített ruhát viselt, fején pedig admirális sapka volt.  A sapkán és az énekesnő kesztyűin a „Gaga” felirat volt olvasható.
2009. április 1-jén az American Idolban Gaga előadta a Poker Face akusztikus és normál verzióját is. Ez alkalommal is egy buborékokkal telepakolt zongorát használt, melyet itt rózsaszín fény világított meg. A dal második versszakától hegedűjátékkal kísérték az előadását. Gaga alumínium vállrésszel ellátott ruhát, és platinaszőke parókát viselt. Az első refrénrész után megszólalt a szám eredeti verziójának nyitódallama, mire Gaga fölállt, és a színpad közepén folytatta a produkciót. Ezüst színű, egyrészes ruhában volt látható ezalatt, melynek vállrészénél egy hatalmas csillag volt. A hegedűjáték a dal gyors tempójú részét is végigkísérte. A dal végéhez közeledve Gaga vonaglásszerű táncba kezdett, majd egyik karját a magasba emelte a végén. Az előadás úgy ért véget, hogy Gaga a közönség felé nézett, miközben láthatóvá vált egy nyitott cipzár, amit a bal szeme köré ragasztottak. Az előadást „földönkívüli-diszkó performanszművészetként” jellemezték. Cortney Harding a Billboardtól azt írta: „Gaga megmutatta [...] Amerikának, hogy ő egy igazi popsztár.”
Gaga a dal zongorás változatát adta elő a BBC Live & In-Sessions rendezvényén 2009. április 19-én. Ugyanezen a napon szerepelt először az olasz televízióban, a Quelli che... il Calcio című műsorban. A Poker Face-t az Egyesült Királyságban a The Paul O’Grady Show-ban is előadta. Először egy akusztikus verziót játszott el, mielőtt a normál verzióra váltott volna, míg a Friday Night with Jonathan Ross Show-műsorban rockos verzióban énekelte el a dalt. 2009. május 12-én a The Ellen DeGeneres Show-ban zongorán adta elő a számot, miközben egy giroszkópszerű fejfedőt viselt, melyet Nasir Mazhar tervezett. Gaga a giroszkópot „Gaga-védő korlátként” emlegette. Ellen meg is jegyezte, hogy nagy mérete miatt nem is tudta őt megfelelően üdvözölni. A 2009-es MuchMusic Video Awarson Gaga a LoveGame-mel összedolgozva énekelte el a dalt. A színpad metrószerelvényre emlékeztetően volt kialakítva, és ebből kiszállva kezdte Gaga az előadást, melyet New York iránti szeretete inspirált. A dal részleteit Gaga a Saturday Night Live című amerikai vígjátékshow harmincötödik évadában is előadta, miközben egy hatalmas szerkezetet („The Orbit”) viselt, amely több koncentrikus fémgyűrűből állt, és körülötte forgott. 2009 szeptemberében Gaga megjelent a francia Taratata televíziós műsorban, ahol a Poker Face előadása közben egy rögtönzött versszakot adott elő franciául.

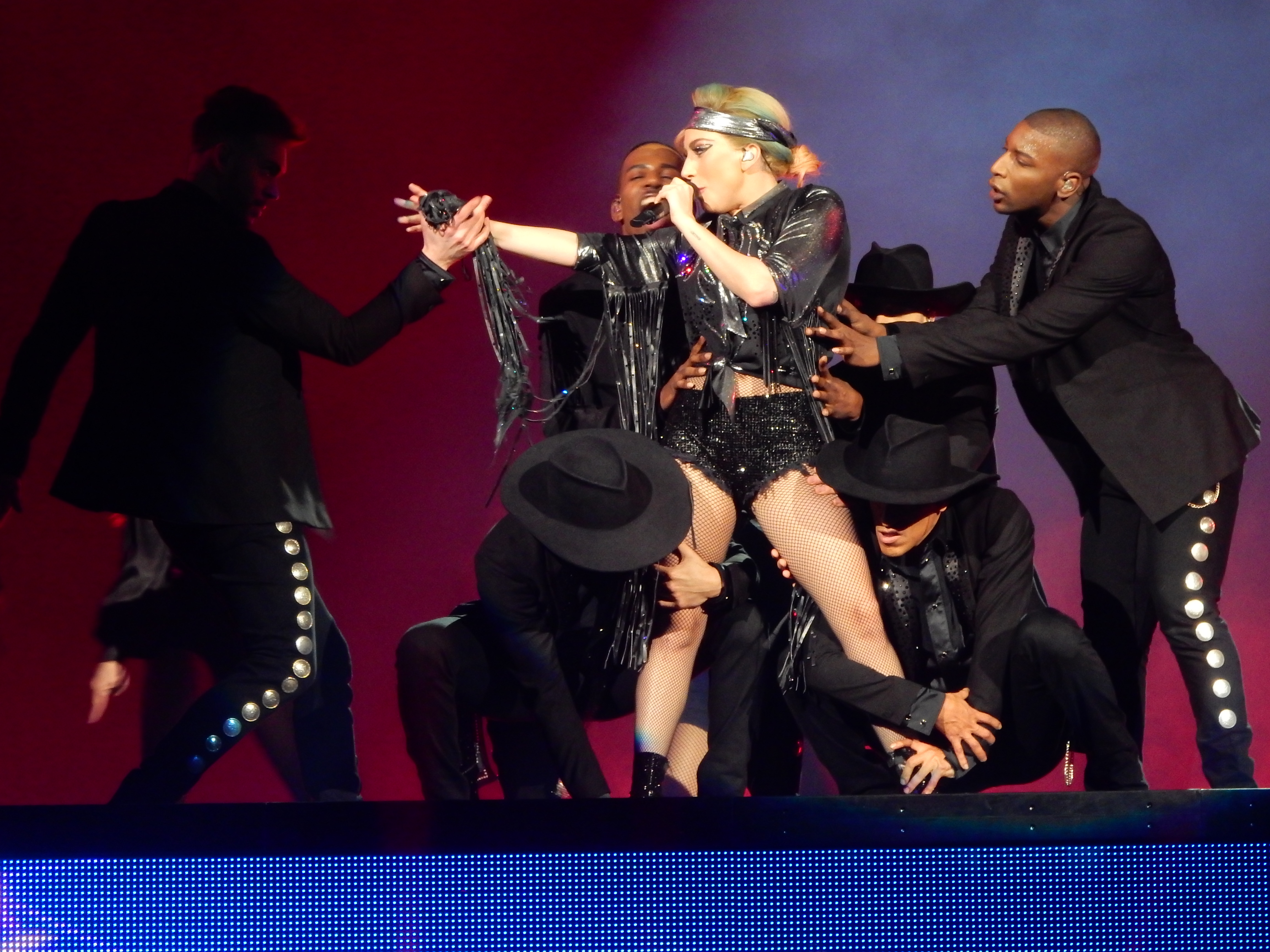
Gaga, férfi táncosaival körülvéve, a Poker Face előadása közben a Joanne World Touron (2017–2018)

A szám része volt Gaga The Monster Ball Tour elnevezésű turnéjának setlistjének. A zongoraváltozatot Gaga a zongoraszéken egyensúlyozva és az egyik lábát a levegőbe tartva játszotta. A végén Kid Cudi rapper/R&B énekes is csatlakozott hozzá a színpadon, előadva a Poker Face-ből részleteket tartalmazó Make Her Say című számát. Az eredeti változatot a koncert utolsó szegmensében adta elő. Gaga egy fegyverekből készült ruhát viselt, és az előadás alatt a kezeit a levegőbe emelte. A 2010–11-es megújult Monster Ball koncerteken Gaga egy láncot lengetve táncolt a színpadon. A Poker Face az 52. Grammy-díjátadón is elhangzott, ahol Gaga egy emelvényen állva nyitotta meg a műsort a dallal. Az előadás felénél a „Fame Factory” című színpadi díszlet kukájának a közepébe dobták, majd egy zongoránál ülve, Elton Johnnal szemben bukkant fel. 2011 májusában Gaga előadta a dalt a Radio 1 Big Weekend című műsorában a Cumbria állambeli Carlisle-ban. A dal szerepelt a Born This Way Ball turnéjának (2012–2013) setlistjén, ahol a híressé vált húsruhájának módosított változatát viselte. Gaga és táncosai fejjel előre hatalmas húsdarálókba vetették magukat az előadás során. A 2014-es Lady Gaga Live at Roseland Ballroom című rezidencia show-jára a dalt kizárólag zongorán adta elő. Ugyanebben az évben, az Artrave: The Artpop Ball turnén Gaga a dalt a Just Dance és a Telephone című dalokkal egy egyvelegben adta elő, miközben térdig érő fehér ruhát és magassarkút, valamint bubi parókát viselt.
2016 októberében Gaga megjelent a The Late Late Show with James Corden „Carpool Karaoke” szegmensében, ahol a Poker Face volt az egyik dal, amit Gaga énekelt a járműben. 2017. február 5-én Gaga előadta a dalt a Super Bowl LI félidei show alatt. Miután leereszkedett a stadion tetejéről, egy magas pilléren kezdte el énekelni a Poker Face-t, majd folytatta a légi akrobatikát, és a levegőben egy kötélen lógva adta elő a dalt. A Poker Face később a Coachella fesztiválon is elhangzott, ahol Gaga a ráadásban adta elő a Bad Romance mellett. A szám része volt Gaga Joanne World Tourjának (2017–2018) setlistjének is, ahol egy fekete, drágaköves, rojtos felsőt viselt a fellépésen. Az énekesnő a dalt a Lady Gaga Enigma + Jazz & Piano (2018–2023) című Las Vegas-i rezidenciája során is előadja, amely két különböző show-t foglal magában. Az Enigma koncerteken Gaga a Poker Face-t a setlist második számaként adja elő, míg a Jazz and Piano műsorokon a dal zongorás változata hangzik el. A dal zongorán elhangzott Gaga 2021. szeptember 30-i, élőben közvetített koncertjén, amely a Tony Bennett-tel közösen készített második, Love for Sale című albumát népszerűsítette. 2022-ben Gaga a The Chromatica Ball stadionturnén szintén előadta a Poker Face-t.
A 2025-ös Coachella fesztiválon a Poker Face előadása alatt a színpadot egy életnagyságú sakktáblává alakították át, amelyen egy koreografált táncjelenetet adtak elő. Az előadás két szemben álló csoport összecsapását mutatta be – az egyiket Gaga, a másikat egy fehérbe öltözött, álarcos alak vezette. A koreográfia végén Gaga győzedelmeskedett, a közönséget pedig arra kérte, hogy azt skandálják „Le a fejével”.

## Feldolgozások
2009-ben jelent meg Kid Cudi rapper kislemeze Kanye West és Common közreműködésével Make Her Say címmel, amely a The Cherrytree Sessions EP-ről származó Poker Face akusztikus verziójának vokálmintáját tartalmazza.  Dolgozott rajta Kanye West, aki a szám producere is volt, Common, valamint DJ A-Trak. Christopher Walken színész a cappella adta elő a számot 2009-ben a BBC1 tévécsatorna Friday Night with Jonathan Ross műsorának halloweeni adásában.
A South Park Büdös bálnák! című részében Cartman énekelte el a Poker Face-t, Kyle Broflovski gitározott és Kenny McCormick dobolt. Cartman előadása közben Stan félbeszakítja, hogy a japán bálnavadászatról kezdjen dühöngeni. Miután Stan szívhez szóló beszédet mond, és a sírás határán távozik, a többi fiú folytatja a dalt, és Cartman a következő versszak második sorát a következővel helyettesíti: „I don’t give a crap ’bout whales so go and hug a tree”. 2010. március 16-án a South Park Poker Face változata letölthető dalként vált elérhetővé a Rock Band videojátékhoz, ugyanazon a napon, amikor megjelent az eredeti dalt tartalmazó Lady Gaga zeneszámcsomag.
A Glee – Sztárok leszünk! című tévésorozatban Lea Michele és Idina Menzel, Rachel Barry és Shelby Corcoran szerepében elénekelte a számot a Lady Gaga című epizódban. Verziójuk a Billboard Hot 100-as listáján a 100. helyen debütált, és a következő héten a 20. helyig jutott. Ez a dal később a show egyik legnépszerűbb felvétele lett; 410 000 amerikai letöltéssel a show történetének tizedik legkelendőbb dala maradt.
"Weird Al" Yankovic 2011-es Alpocalypse című albumának Polka Face című polka medley-jébe is belekerült a refrén. A 2012-es A Simpson család évadzáró „Lisa Goes Gaga” című epizódjának a főcíme alatt Homer Simpson előadott egy paródiát „Homer Face” címmel. 2021. február 19-én Kelly Clarkson a The Kelly Clarkson Show című talkshowjában, a „Kellyoke” szegmensben énekelt egy rock feldolgozást a dalból.

## Megjelenési forma és számlista
| Ausztrál CD kislemez 1. Poker Face (Album Version) – 3:58 2. Just Dance (Robots to Mars Mix) – 4:37 Német CD kislemez 1. Poker Face (Album Version) – 3:58 2. Just Dance (RedOne Remix featuring Kardinal Offishall) – 4:19 Német CD maxi kislemez 1. Poker Face (Album Version) – 3:57 2. Poker Face (Space Cowboy Remix) – 4:53 3. Just Dance (Robots to Mars Mix) – 4:37 4. Poker Face (video) – 3:39 Francia CD kislemez 1. Poker Face (Main Version) – 3:58 2. Poker Face (Glam As You Club Mix by Guéna LG) – 7:51 3. Poker Face (Dave Audé Remix) – 8:12 USA „The Remixes” CD kislemez 1. Poker Face (Space Cowboy Remix) – 4:25 2. Poker Face (Jody den Broeder Remix) – 8:07 3. Poker Face (Dave Audé Remix) – 8:12 4. Poker Face (Album Version) – 3:57 5. Poker Face (Instrumental) – 3:59 | Brit CD kislemez 1. Poker Face – 3:58 2. Poker Face (Tommy Sparks & The Fury Remix) – 3:58 Brit 7"-es kislemez A. Poker Face – 3:57 B. Poker Face (Space Cowboy Remix) – 4:53 iTunes EP 1. Poker Face (Space Cowboy Remix) – 4:54 2. Poker Face (Dave Audé Club Remix) – 8:13 3. Poker Face (Jody den Broeder Club Remix) – 8:05 Spotify kislemez – Remixes Part 1 1. Poker Face (Glam As You Radio Mix) – 3:49 2. Poker Face (Jody den Broeder Edit) – 4:21 3. Poker Face (LLG vs GLG Radio Mix by Guéna LG) – 4:02 4. Poker Face (Dave Audé Edit) – 3:50 5. Poker Face (Space Cowboy Remix) – 4:54 Spotify kislemez – Remixes Part 2 1. Poker Face (Glam As You Club Mix) – 7:50 2. Poker Face (Jody den Broeder Remix) – 8:05 3. Poker Face (LLG vs GLG Club Mix) – 6:30 4. Poker Face (Dave Audé Remix) – 8:13 |

## Közreműködők
Közreműködők listája a The Fame albumjegyzetei alapján.
- Lady Gaga – vokál, háttérvokál, dalszerző, producer
- RedOne – háttérvokál, hangmérnök, hangszerelés, dalszerző, producer, felvétel
- Gene Grimaldi – maszterelés
- Robert Orton – hangkeverés
- Dave Russell – hangmérnök

## Helyezések
| Lista (2008–2010)                        | Legjobb helyezés |
| ---------------------------------------- | ---------------- |
| Ausztrália (ARIA)                        | 1                |
| Ausztria (Ö3 Austria Top 40)             | 1                |
| Belgium (Ultratop 50 Flanders)           | 1                |
| Belgium (Ultratop 50 Wallonia)           | 1                |
| Kanada (Canadian Hot 100)                | 1                |
| Kanada AC (Billboard)                    | 28               |
| Kanada CHR/Top 40 (Billboard)            | 1                |
| Kanada Hot AC (Billboard)                | 1                |
| Croatia (HRT)                            | 1                |
| Csehország (Rádio Top 100)               | 2                |
| Dánia (Tracklisten Top 40)               | 1                |
| European Hot 100 Singles (Billboard)     | 1                |
| Finnország (Singlet Top 20)              | 1                |
| Franciaország (Single Top 100)           | 1                |
| Németország (Media Control Charts)       | 1                |
| Greece Digital Song Sales (Billboard)    | 2                |
| Magyarország (Rádiós Top 40)             | 5                |
| Magyarország (Single Top 40)             | 6                |
| Magyarország (Dance Top 40)              | 1                |
| Írország (IRMA)                          | 1                |
| Israel (Media Forest)                    | 2                |
| Olaszország (FIMI)                       | 2                |
| Luxembourg Digital Songs (Billboard)     | 3                |
| Mexico Top Inglés (Monitor Latino)       | 1                |
| Mexico Ingles Airplay (Billboard)        | 1                |
| Hollandia (Top 40)                       | 1                |
| Hollandia (Single Top 100)               | 1                |
| Új-Zéland (Recorded Music NZ)            | 1                |
| Norvégia (VG-lista)                      | 1                |
| Portugal Digital Songs (Billboard)       | 3                |
| Romania (Romanian Top 100)               | 1                |
| Russia Airplay (Tophit)                  | 2                |
| Skócia (Scottish Singles Top 40)         | 1                |
| Szlovákia (Rádio Top 100)                | 1                |
| South Korea International Singles (Gaon) | 7                |
| Spanyolország (PROMUSICAE)               | 2                |
| Svédország (Sverigetopplistan)           | 1                |
| Svájc (Schweizer Hitparade)              | 1                |
| Egyesült Királyság (UK Singles Chart)    | 1                |
| US Billboard Hot 100                     | 1                |
| US Adult Top 40 (Billboard)              | 12               |
| US Hot Dance Club Songs (Billboard)      | 1                |
| US Dance/Mix Show Airplay (Billboard)    | 1                |
| US Hot Latin Songs (Billboard)           | 24               |
| US Hot R&B/Hip-Hop Songs (Billboard)     | 75               |
| US Mainstream Top 40 (Billboard)         | 1                |
| US Rhythmic (Billboard)                  | 5                |

| Lista (2017)                              | Legjobb helyezés |
| ----------------------------------------- | ---------------- |
| US Hot Dance/Electronic Songs (Billboard) | 8                |

| Lista (2024–2025)                      | Legjobb helyezés |
| -------------------------------------- | ---------------- |
| Brazília (Brasil Hot 100)              | 22               |
| Csehország (Singles Digitál Top 100)   | 87               |
| Global 200 (Billboard)                 | 45               |
| Görögország International (IFPI)       | 54               |
| Lengyelország (Polish Airplay Top 100) | 79               |
| Litvánia (AGATA)                       | 93               |
| Portugália (AFP)                       | 132              |
| Svájc (Schweizer Hitparade)            | 100              |
| Szingapúr (RIAS)                       | 12               |

| Lista (2009)                      | Legjobb helyezés |
| --------------------------------- | ---------------- |
| Brazília (Brasil Hot 100 Airplay) | 18               |
| Brazília (Brasil Hot Pop Songs)   | 10               |

| Lista (2008)                   | Helyezés |
| ------------------------------ | -------- |
| Ausztrália (ARIA)              | 14       |
| Svédország (Sverigetopplistan) | 62       |
| Új-Zéland (Recorded Music NZ)  | 6        |

| Lista (2009)                          | Helyezés |
| ------------------------------------- | -------- |
| Ausztrália (ARIA)                     | 11       |
| Ausztria (Ö3 Austria Top 40)          | 1        |
| Belgium (Ultratop Flanders)           | 1        |
| Belgium (Ultratop Wallonia)           | 1        |
| Kanada (Canadian Hot 100)             | 2        |
| Dánia (Tracklisten)                   | 2        |
| European Hot 100 Singles (Billboard)  | 1        |
| Finnország (Suomen virallinen lista)  | 1        |
| Franciaország (SNEP)                  | 4        |
| Németország (Official German Charts)  | 1        |
| Magyarország (Rádiós Top 40)          | 9        |
| Írország (IRMA)                       | 3        |
| Olaszország (FIMI)                    | 4        |
| Japán (Japan Hot 100)                 | 82       |
| Hollandia (Dutch Top 40)              | 15       |
| Hollandia (Single Top 100)            | 4        |
| Új-Zéland (Recorded Music NZ)         | 15       |
| Románia (Romanian Top 100)            | 9        |
| Oroszország rádiós lista (Tophit)     | 16       |
| Spanyolország (PROMUSICAE)            | 13       |
| Svédország (Sverigetopplistan)        | 4        |
| Svájc (Schweizer Hitparade)           | 1        |
| Egyesült Királyság (OCC)              | 1        |
| US Billboard Hot 100                  | 2        |
| US Adult Top 40 (Billboard)           | 39       |
| US Dance Club Songs (Billboard)       | 16       |
| US Dance/Mix Show Airplay (Billboard) | 2        |
| US Hot Latin Songs (Billboard)        | 67       |
| US Mainstream Top 40 (Billboard)      | 4        |
| US Rhythmic (Billboard)               | 23       |

| Lista (2010)                         | Helyezés |
| ------------------------------------ | -------- |
| Belgium (Ultratop Flanders)          | 67       |
| Belgium (Ultratop Wallonia)          | 50       |
| European Hot 100 Singles (Billboard) | 92       |
| Olaszország (FIMI)                   | 95       |
| Japán Digitális track chart (RIAJ)   | 62       |
| Egyesült Királyság (OCC)             | 151      |

| Lista (2017)                              | Helyezés |
| ----------------------------------------- | -------- |
| US Hot Dance/Electronic Songs (Billboard) | 51       |

| Lista (2000–09)                              | Helyezés |
| -------------------------------------------- | -------- |
| Ausztrália (ARIA)                            | 4        |
| Ausztria (Ö3 Austria Top 40)                 | 3        |
| Németország (Official German Charts)         | 2        |
| Egyesült Királyság (Official Charts Company) | 15       |
| US Billboard Hot 100                         | 42       |

| Lista                                       | Helyezés |
| ------------------------------------------- | -------- |
| Az Egyesült Királyság bestseller kislemezei | 94       |
| US Billboard Hot 100                        | 268      |
| US Billboard Hot 100 (Női előadók)          | 86       |

## Minősítések és eladási adatok
| Régió | Minősítés   | Eladott példányszám |
| --- | ----------- | ------------------- |
| Ausztrália (ARIA) | 15× platina | 1 050 000‡          |
| Ausztria (IFPI Austria) | 3× platina  | 90 000*             |
| Belgium (BEA) | platina     |                     |
| Brazília (Pro-Música Brasil) | gyémánt     | 250 000‡            |
| Kanada (Music Canada) | gyémánt     | 800 000‡            |
| Finnország (Musiikkituottajat) | platina     | 14 227              |
| Franciaország (SNEP) |             | 300 000             |
| Németország (BVMI) | 4× platina  | 1 200 000‡          |
| Olaszország (FIMI) | 2× platina  | 60 000*             |
| Japán (RIAJ) Full-length ringtone | platina     | 250 000^            |
| Japán (RIAJ) Full-length ringtone (LLG VS GLG Radio Mix) | platina     | 250 000^            |
| Japán (RIAJ) PC download | platina     | 250 000*            |
| Új-Zéland (RMNZ) | 5× platina  | 150 000‡            |
| Norvégia (IFPI Norway) | 4× platina  | 240 000‡            |
| Dél-Korea (KMCA) |             | 1 304 202           |
| Spanyolország (PROMUSICAE) | 2× platina  | 50 000^             |
| Svédország (GLF) | 2× platina  | 40 000^             |
| Svájc(IFPI Switzerland) | 3× platina  | 90 000^             |
| Egyesült Királyság (BPI) | 4× platina  | 2 400 000‡          |
| Egyesült Államok (RIAA) | gyémánt     | 10 000 000‡         |
| * Eladási példányszámok kizárólag a minősítés alapján. ^ Kiszállítási példányszámok kizárólag a minősítés alapján. ‡ Eladási+streaming példányszámok kizárólag a minősítés alapján. |             |                     |

## Megjelenési történet
| Régió              | Dátum                | Formátum             | Változat                                                                      | Kiadó                                    | For.    |
| ------------------ | -------------------- | -------------------- | ----------------------------------------------------------------------------- | ---------------------------------------- | ------- |
| Világszerte        | 2008. szeptember 23. | Digitális letöltés   | Eredeti                                                                       | Cherrytree Interscope KonLive Streamline | [ 236 ] |
| Ausztrália         | 2008. október 25.    | CD kislemez          | Eredeti                                                                       | Interscope                               | [ 237 ] |
| Olaszország        | 2008. október 31.    | Rádiós megjelenés    | Eredeti                                                                       | Universal                                | [ 238 ] |
| Világszerte        | 2008. december 16.   | Digitális EP         | Remixek                                                                       | Interscope                               | [ 239 ] |
| Franciaország      | 2008. december 22.   | Digitális EP         | Remixek                                                                       | Interscope                               | [ 240 ] |
| Franciaország      | 2009. január 23.     | Digitális EP         | Eredeti remixek                                                               | Interscope                               | [ 241 ] |
| Franciaország      | 2009. január 26.     | CD kislemez          | Eredeti remixek                                                               | Polydor                                  | [ 242 ] |
| Egyesült Államok   | 2009. január 27.     | Poprádiós megjelenés | Eredeti                                                                       | Interscope                               | [ 243 ] |
| Németország        | 2009. február 20.    | CD kislemez          | Eredeti                                                                       | Interscope                               | [ 244 ] |
| Németország        | 2009. február 20.    | Digitális EP         | Eredeti Space Cowboy remix                                                    | Interscope                               | [ 245 ] |
| Németország        | 2009. február 24.    | Maxi kislemez        | Eredeti Space Cowboy remix                                                    | Interscope                               | [ 117 ] |
| Egyesült Államok   | 2009. március 10.    | CD kislemez          | Remixek                                                                       | Cherrytree Interscope KonLive Streamline | [ 246 ] |
| Egyesült Királyság | 2009. április 9.     | Digitális EP         | Eredeti remixek                                                               | Interscope                               | [ 247 ] |
| Egyesült Királyság | 2009. április 13.    | 7-inch kislemez      | Eredeti Space Cowboy remix                                                    | Polydor                                  | [ 248 ] |
| Egyesült Királyság | 2009. április 13.    | CD kislemez          | Eredeti                                                                       | Polydor                                  | [ 249 ] |
| Németország        | 2009. június 3.      | Digitális EP         | Remixek                                                                       | Interscope                               | [ 250 ] |
| Kanada             | 2009. június 23.     | Digitális letöltés   | Medley Live at MMVA 2009 (LoveGame / Poker Face)                              | Interscope                               | [ 251 ] |
| Világszerte        | 2010. február 1.     | Digitális letöltés   | Live from the 52nd Annual Grammy Awards (Poker Face / Speechless / Your Song) | Universal                                | [ 252 ] |
| Lengyelország      | 2010. április 24.    | Digitális letöltés   | Piano & Voice version                                                         | Universal                                | [ 253 ] |

## Lásd még
- A legnagyobb példányszámban eladott kislemezek
- A Billboard Hot 100 listavezetői 2009-ben
- Grammy-díj a legjobb dance/elektronikus felvételért

## Fordítás
- Ez a szócikk részben vagy egészben  a   Poker Face című angol Wikipédia-szócikk fordításán alapul.  Az eredeti cikk szerkesztőit annak laptörténete sorolja fel. Ez a jelzés csupán a megfogalmazás eredetét és a szerzői jogokat jelzi, nem szolgál a cikkben szereplő információk forrásmegjelöléseként.